# حوضچه بی‌هوازی

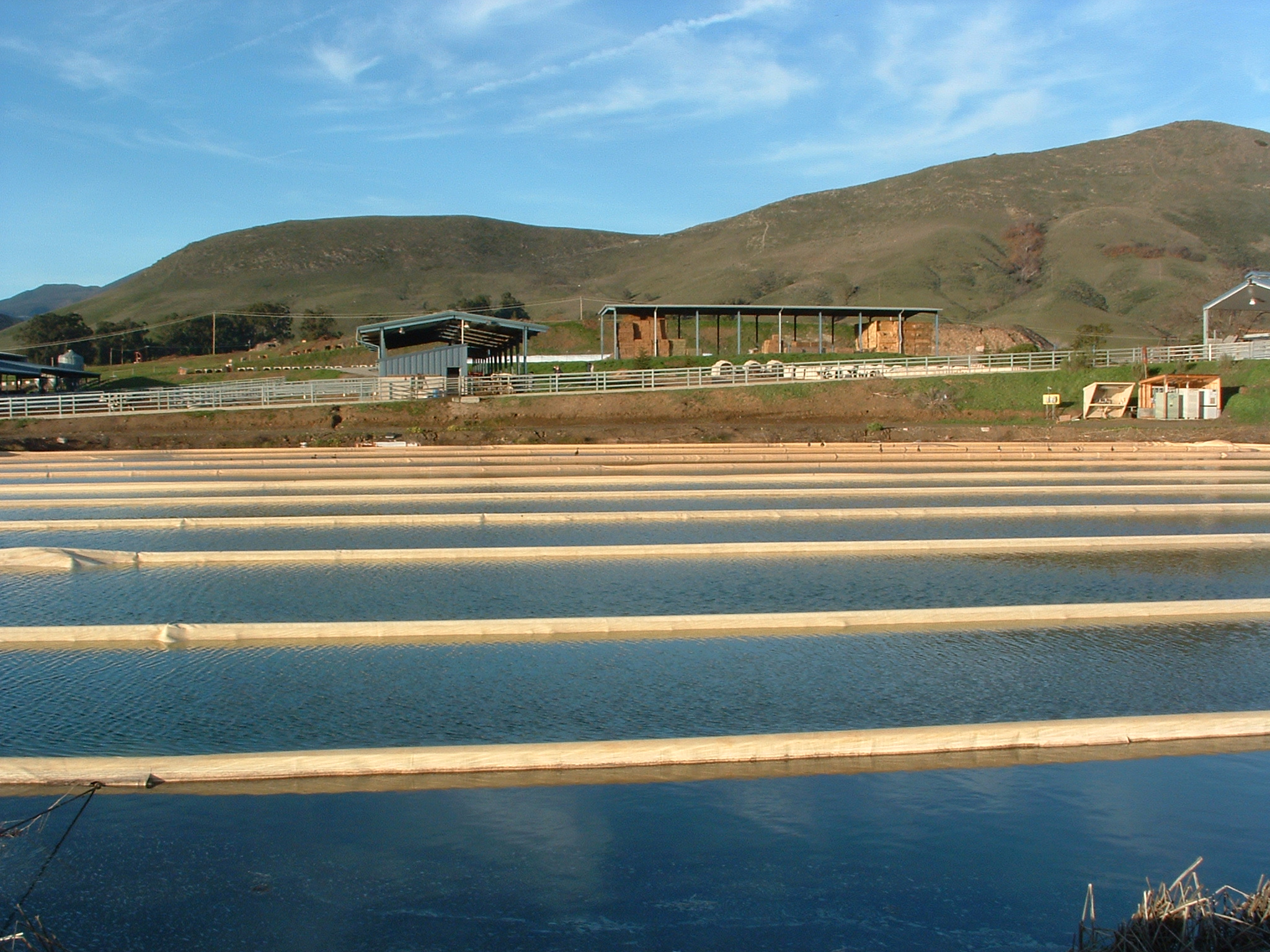
حوضچه تصفیه بی‌هوازی در لبنیات کال پلی

حوضچه بی‌هوازی یا حوضچه کود دامی (به انگلیسی: Anaerobic lagoon) یک حوضچه خاکی ساخته‌شده توسط انسان است که پر از فضولات دامی است که به عنوان بخشی از سیستم طراحی‌شده برای مدیریت و تصفیه زباله‌های ایجادشده توسط عملیات تغذیه متمرکز حیوانات (CAFOs) تحت تنفس بی‌هوازی قرار می‌گیرد. حوضچه‌های بی‌هوازی از دوغاب کود دامی ایجاد می‌شود که از زیر آغل دامی شسته شده و سپس به داخل حوضچه هدایت می‌شود. گاهی دوغاب پیش از ته‌نشین شدن در حوضچه در یک مخزن نگهدارنده میانی در زیر یا در کنار انبارها قرار می‌گیرد. پس از ورود به حوضچه، کود به دو لایه ته‌نشین می‌شود: یک لایه جامد یا لجن و یک لایه مایع. سپس کود تحت فرایند تنفس بی‌هوازی قرار می‌گیرد که در آن ترکیب‌های آلی فرار به دی‌اکسید کربن و متان تبدیل می‌شوند. حوضچه‌های بی‌هوازی معمولاً برای پیش‌تصفیه پساب‌های صنعتی با استحکام بالا و فاضلاب‌های شهری استفاده می‌شوند. این کار اجازه می‌دهد تا رسوب اولیه جامدات معلق به عنوان یک فرایند پیش‌تصفیه انجام شود.